# Michal Wiezik
Michal Wiezik (* 14. června 1979 Martin) je slovenský politik, vysokoškolský učitel, vědec a ekolog, od roku 2019 poslanec Evropského parlamentu nejdříve za SPOLU, později za Progresívne Slovensko.

## Život
Narodil se v roce 1979 v Martině, kde absolvoval Gymnázium Viliama Paulinyho-Tótha. V roce 1997 začal studovat na Technické univerzitě ve Zvolenu obor ochrana přírody a ekologie krajiny na Fakultě ekológie a environmentalistiky Technickej univerzity vo Zvolene. V roce 2002 zde studium úspěšně absolvoval s červeným diplomem a získal tak inženýrský titul. Poté nastoupil na doktorské studium, kdy se věnoval problematice ekologické stability lesa. Studium absolvoval úspěšně, získal doktorský titul a na své alma mater začal působit jako vědecký pracovník a posléze odborný asistent (konkrétně Katedra aplikovanej ekológie na Fakultě ekológie a environmentalistik).
V roce 2014 se habilitoval v oboru ekologie. Profesně se zaměřuje na témata ekologie krajiny, entomologie či management chráněných území. V minulosti působil jako proděkan fakulty pro vědu.

### Politické působení
V parlamentních volbách na Slovensku v roce 2012 kandidoval z 21. místa kandidátní listiny OĽaNO, ale nebyl zvolen.
V roce 2018 se stal zplnomocněncem vlády pro nejméně rozvinuté regiony na vypracování strategie pro ochranu lokality světového přírodního dědictví původních bukových lesů Karpat a dalších oblastí Evropy.
V evropských volbách v roce 2019 byl jako člen strany SPOLU – občianska demokracia zvolen na společné kandidátní listině SPOLU a Progresivního Slovenska poslancem Evropského parlamentu. V prosinci 2021 ze strany SPOLU odešel a stal se členem Progresivního Slovenska a posléze také členem frakce Renew Europe (do té doby byl členem Evropské lidové strany). V parlamentních volbách 2023 byl zvolen poslancem Národní rady Slovenské republiky, ale mandát nepřijal a zůstal tak poslancem Evropského parlamentu. V únoru 2024 byl spolu se svým stranickým kolegou Martinem Hojsíkem označen jako jeden z nejvlivnějších europoslanců. V evropských volbách v roce 2024 posléze mandát europoslance obhájil.